# Knoten Guntramsdorf
Het Knoten Guntramsdorf is een snelwegknooppunt in de Oostenrijkse deelstaat en hoofdstad Neder-Oostenrijk. Op dit knooppunt sluit de A3 aan op  de A2.

## Bouwvorm
Het knooppunt is een onvolledig-trompetknooppunt.

## Bijzonderheid
Om vanuit het zuiden de A3 te nemen dient men via de afrit Raststation Guntramsdorf over de parallelrijbaan over het knooppunt de A3 op te rijden.